# المفتاح (حجة)

تعديل مصدري - تعديل

المفتاح هي مدينة ومركز مديرية المفتاح بمحافظة حجة اليمنية، بلغ تعداد سكانها 2272 نسمة حسب الإحصاء الذي أجري عام 2004.